# Hậu Chu

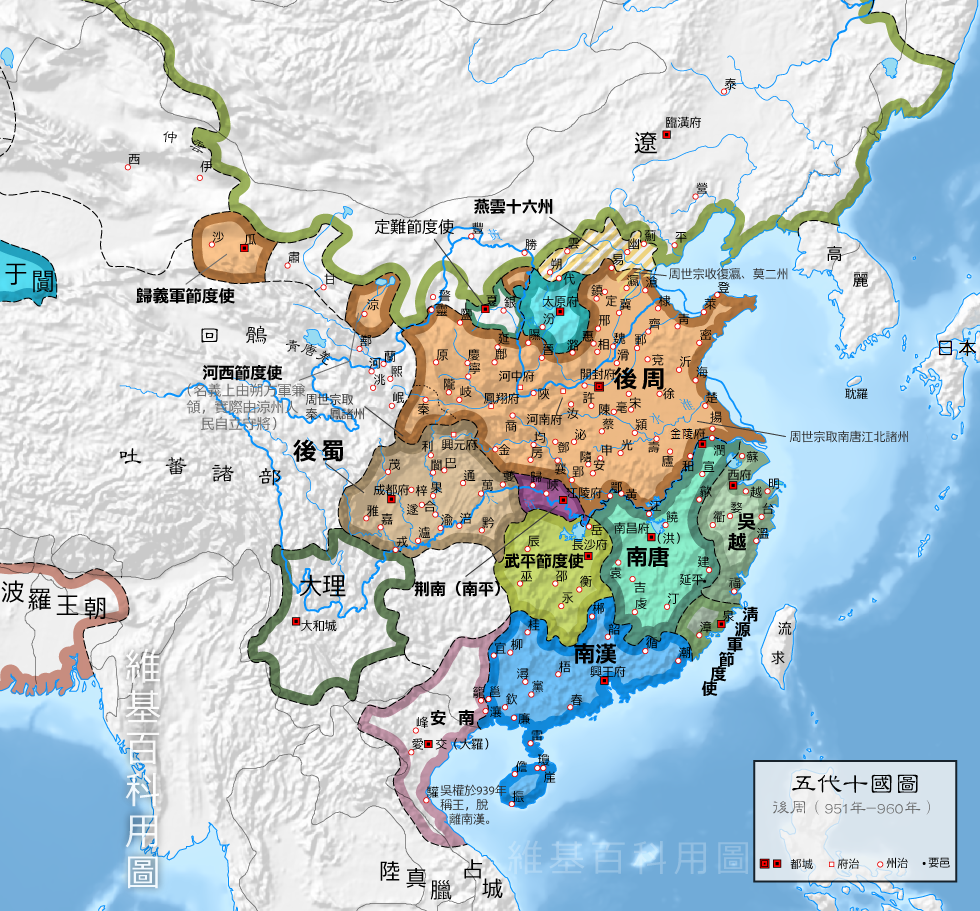
Hậu Chu (後周)
Bắc Hán
Hậu Thục (後蜀)
Kinh Nam (荆南)
Vũ Bình tiết độ sứ (武平節度使)
Nam Đường (南唐)
Ngô Việt (吳越)
Thanh Nguyên quân tiết độ sứ (清源軍節度使)
Nam Hán (南漢)

Nhà Hậu Chu (後周) (951-959) là triều đại cuối cùng trong số năm triều đại, kiểm soát phần lớn miền Bắc Trung Quốc trong thời Ngũ đại Thập quốc, một thời kỳ kéo dài từ năm 907 tới năm 960 và là cầu nối giữa thời nhà Đường và thời nhà Tống.

## Thành lập
Quách Uy (904-954), một viên tướng người Hán, khi đó đảm nhiệm chức vụ Khu mật Phó sứ tại Triều đình nhà Hậu Hán, chính quyền người Sa Đà. Năm 950, ông có công đánh dẹp những cuộc phản loạn của một số tướng lĩnh Hậu Hán. Hoàng đế thứ hai nhà Hậu Hán là Lưu Thừa Hữu có ý nghi ngờ Quách Uy, đã hạ chiếu cho giết ông. Theo lời khuyên của một viên quan trong Khu mật viện là Ngụy Nhân Phủ, ông đem quân tấn công trước. Lưu Thừa Hữu bị giết chết trong cuộc tấn công vào Kinh đô Biện Lương. Đầu năm 951, Quách Uy tự lập làm Hoàng đế, đổi quốc hiệu thành Chu, sử sách gọi là nhà Hậu Chu và đổi niên hiệu thành Quảng Thuận.

## Quách Uy
Quách Uy, miếu hiệu (Hậu) Chu Thái Tổ, là vị hoàng đế người Hán đầu tiên tại Trung Quốc kể từ sau năm 923. Ông được coi là người có tài năng, mang ý định cải cách tổ chức hành chính nhằm giảm nhẹ gánh nặng cho giai cấp nông dân. Thời kỳ cai trị ông là thời kỳ chính quyền được tổ chức và hoạt động có hiệu quả khá tốt. Tuy nhiên, thời gian cai trị của ông rất ngắn. Ông chết vì bệnh năm 954 sau 3 năm trị vì.

## Sài Vinh
Xem chi tiết: Hậu Chu Thế Tông
Quách Vinh, tên thật Sài Vinh (921-959), miếu hiệu (Hậu) Chu Thế Tông, là con anh vợ Quách Uy, được Quách Uy nhận làm con. Sau khi Quách Uy mất, ông lên ngôi năm 954. Trong 6 năm trị vì khá hiệu quả, ông đã thực hiện một số xâm nhập về phía nam với các chiến thắng trong các trận đánh với Quân đội Nam Đường - quốc gia hùng mạnh nhất trong "Thập quốc" - năm 956. Tuy nhiên, các cố gắng ở phía bắc nhằm tiêu diệt Nhà nước Bắc Hán dù ban đầu là đầy triển vọng nhưng cuối cùng lại là không hiệu quả do nước này có sự tiếp viện của nhà Liêu. Chu Thế Tông quay sang đánh Liêu và thu được nhiều thắng lợi. Ông chết tháng 6 âm lịch năm 959 khi mới 38 tuổi do bệnh tật trong khi đang thực hiện một chiến dịch đánh Liêu tiến triển tốt. Cuộc Bắc chinh phải hoãn lại và đại quân rút về nam.
(Hậu) Chu Thế Tông được các nhà sử học Trung Quốc đánh giá là vị vua giỏi nhất thời Ngũ đại Thập quốc.

## Sụp đổ
Sau khi Sài Vinh chết, con trai ông Sài Tông Huấn (953-973), khi đó mới có 6 tuổi, lên ngôi. Chỉ một thời gian ngắn sau đó, vào tháng 1 âm lịch năm 960, Quân đội Liêu và Bắc Hán tiến hành Nam chinh nhằm tiêu diệt Hậu Chu. Điện tiền Đô Điểm kiểm Triệu Khuông Dận thừa lệnh đem cấm quân đi để xem xét tình hình. Nhưng khi tới Trần Kiều thì binh sĩ nổi loạn, sử gọi là Trần Kiều Binh biến, tôn Triệu Khuông Dận lên làm Hoàng đế. Nhà Hậu Chu diệt vong, Sài Tông Huấn bị giáng xuống làm Trịnh Vương và mất sau đó 13 năm.

## Các vị vua nhà Hậu Chu
| Miếu hiệu (廟號) | Thụy hiệu (諡號)                                              | Tên                    | Trị vì   | Niên hiệu (年號), thời gian                    |
| ---------------- | ------------------------------------------------------------- | ---------------------- | -------- | ---------------------------------------------- |
| Tín Tổ (信祖)    | Duệ Hoà Hoàng đế (睿和皇帝)                                   | Quách Cảnh (郭璟)      | truy tôn | truy tôn                                       |
| Hy Tổ (僖祖)     | Minh Hiến Hoàng đế (明憲皇帝)                                 | Quách Kham (郭諶)      | truy tôn | truy tôn                                       |
| Nghĩa Tổ (義祖)  | Dực Thuận Hoàng đế (翼順皇帝)                                 | Quách Uẩn (郭蘊)       | truy tôn | truy tôn                                       |
| Khánh Tổ (慶祖)  | Chương Túc Hoàng đế (章肅皇帝)                                | Quách Giản (郭簡)      | truy tôn | truy tôn                                       |
| Thái Tổ (太祖)   | Thánh Thần Cung Túc Văn Vũ Hiếu Hoàng đế (聖神恭肅文武孝皇帝) | Quách Uy (郭威)        | 951-954  | Quảng Thuận (廣順) 951-954 Hiển Đức (顯德) 954 |
| Thế Tông (世宗)  | Duệ Vũ Hiếu Văn Hoàng đế (睿武孝文皇帝)                       | Sài Vinh (柴榮)        | 954-959  | Hiển Đức (顯德) 954-959                        |
| Không có         | Cung Hoàng đế (恭皇帝)                                        | Sài Tông Huấn (柴宗訓) | 959-960  | Hiển Đức (顯德) 959-960                        |

|                                           |                    |                    |                    |                    |                    |  |  |                     |                     |                     |                     |                     |                     |  |  | quá kế (nhận nuôi)               |                                  |                                  |                                  |                                  |                                  |  |  |
|                                           |                    |                    |                    | Sài Ông            |                    |  |  |                     |                     |                     |                     |                     |                     |  |  |                                  |                                  |                                  |                                  |                                  |                                  |  |  |
|                                           |                    |                    |                    |                    |                    |  |  |                     |                     |                     |                     |                     |                     |  |  |                                  |                                  |                                  |                                  |                                  |                                  |  |  |
|                                           |                    |                    |                    |                    |                    |  |  |                     |                     |                     |                     |                     |                     |  |  |                                  |                                  |                                  |                                  |                                  |                                  |  |  |
| Sài Thủ Lễ 896-967                        | Sài Thủ Lễ 896-967 | Sài Thủ Lễ 896-967 | Sài Thủ Lễ 896-967 | Sài Thủ Lễ 896-967 | Sài Thủ Lễ 896-967 |  |  | Thánh Mục hoàng hậu | Thánh Mục hoàng hậu | Thánh Mục hoàng hậu | Thánh Mục hoàng hậu | Thánh Mục hoàng hậu | Thánh Mục hoàng hậu |  |  | Chu Thái Tổ Quách Uy 904-951-954 | Chu Thái Tổ Quách Uy 904-951-954 | Chu Thái Tổ Quách Uy 904-951-954 | Chu Thái Tổ Quách Uy 904-951-954 | Chu Thái Tổ Quách Uy 904-951-954 | Chu Thái Tổ Quách Uy 904-951-954 |  |  |
| Sài Thủ Lễ 896-967                        | Sài Thủ Lễ 896-967 | Sài Thủ Lễ 896-967 | Sài Thủ Lễ 896-967 | Sài Thủ Lễ 896-967 | Sài Thủ Lễ 896-967 |  |  | Thánh Mục hoàng hậu | Thánh Mục hoàng hậu | Thánh Mục hoàng hậu | Thánh Mục hoàng hậu | Thánh Mục hoàng hậu | Thánh Mục hoàng hậu |  |  | Chu Thái Tổ Quách Uy 904-951-954 | Chu Thái Tổ Quách Uy 904-951-954 | Chu Thái Tổ Quách Uy 904-951-954 | Chu Thái Tổ Quách Uy 904-951-954 | Chu Thái Tổ Quách Uy 904-951-954 | Chu Thái Tổ Quách Uy 904-951-954 |  |  |
|                                           |                    |                    |                    |                    |                    |  |  |                     |                     |                     |                     |                     |                     |  |  |                                  |                                  |                                  |                                  |                                  |                                  |  |  |
|                                           |                    |                    |                    |                    |                    |  |  |                     |                     |                     |                     |                     |                     |  |  |                                  |                                  |                                  |                                  |                                  |                                  |  |  |
| Chu Thế Tông Sài Vinh 921-954-959         |                    |                    |                    |                    |                    |  |  |                     |                     |                     |                     |                     |                     |  |  |                                  |                                  |                                  |                                  |                                  |                                  |  |  |
|                                           |                    |                    |                    |                    |                    |  |  |                     |                     |                     |                     |                     |                     |  |  |                                  |                                  |                                  |                                  |                                  |                                  |  |  |
| Chu Cung Đế Sài Tông Huấn 953-959-960-973 |                    |                    |                    |                    |                    |  |  |                     |                     |                     |                     |                     |                     |  |  |                                  |                                  |                                  |                                  |                                  |                                  |  |  |